# (72624) 2001 FH27
(72624) 2001 FH27 – planetoida z pasa głównego asteroid okrążająca Słońce w ciągu 4,38 lat w średniej odległości 2,68 j.a. Odkryta 18 marca 2001 roku.